# ルーマニア料理

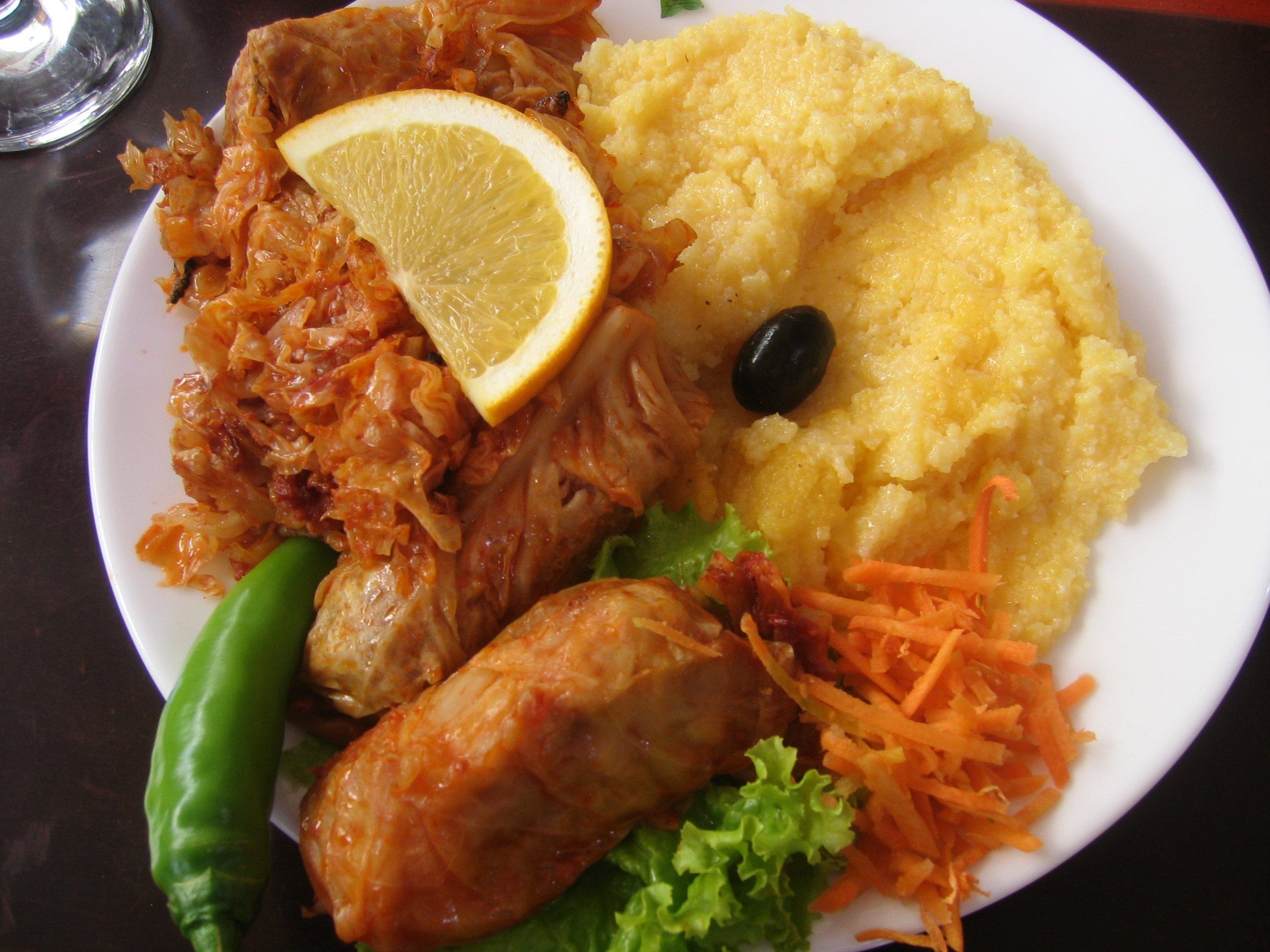
サルマーレ（皿の下部中央）とママリガ（右上部の黄色い部分）

ルーマニア料理（ルーマニアりょうり、羅: mâncare românească）とは、農業国らしい素材を生かしたルーマニアの民族料理を指す。18世紀にオスマン帝国領からハプスブルク家のハンガリー王国領となったため、隣国の旧ユーゴスラビアやブルガリアと比べ、トルコ料理の影響が比較的少ないことが特徴で、セルビア料理、オーストリア料理、ハンガリー料理の影響が見られる。味は良いものが多いという。

## 主食
ルーマニアは小麦の生産に適した天候、土壌に恵まれており、生産高ではトウモロコシが小麦に次ぐ。従って、主食は小麦とトウモロコシが基本となるが、それ以外での穀類では豆類も栽培されている。小麦はパンに加工される。トウモロコシは粗く挽いて粉にし、粥のように煮てから牛乳とバターを混ぜ込み、ママリガ (mămăligă) にして食べる。これはイタリアのポレンタに似た料理で、見かけは多少黄色味の強いマッシュポテトに似ている。なお、小麦やトウモロコシほど使用頻度は高くないものの豆を使った料理も存在する。
ママリガはルーマニア料理の主食として最も多用される。スムントゥナ（Smântână、スメタナ）とチーズ、ママリガを併せたママリガ・ク・ブルンザ・シ・スムントゥナ（mămăligă cu brânză și smântână）はルーマニアの主食ともいうべき料理である。同じく、豚肉やソーセージとママリガを併せたママリガ・ク・オウ・オキは一皿で食事として完結している。ママリガはブラム・ストーカー作の『吸血鬼ドラキュラ』に登場するほどであり、ルーマニアの国民食と言える。
ルーマニア料理では米をあまり使わず、ピラフ（pilaf）や肉料理などの付け添えにするくらいである。ただし、トランシルヴァニア地方南部では、トルコや隣国である旧ユーゴスラビアの民族料理の影響を受けた、ドルマに似たピーマンの米とひき肉詰め、アルデイ・ウンプルツィ（ardei umpluţi）が好まれる。

## 肉料理

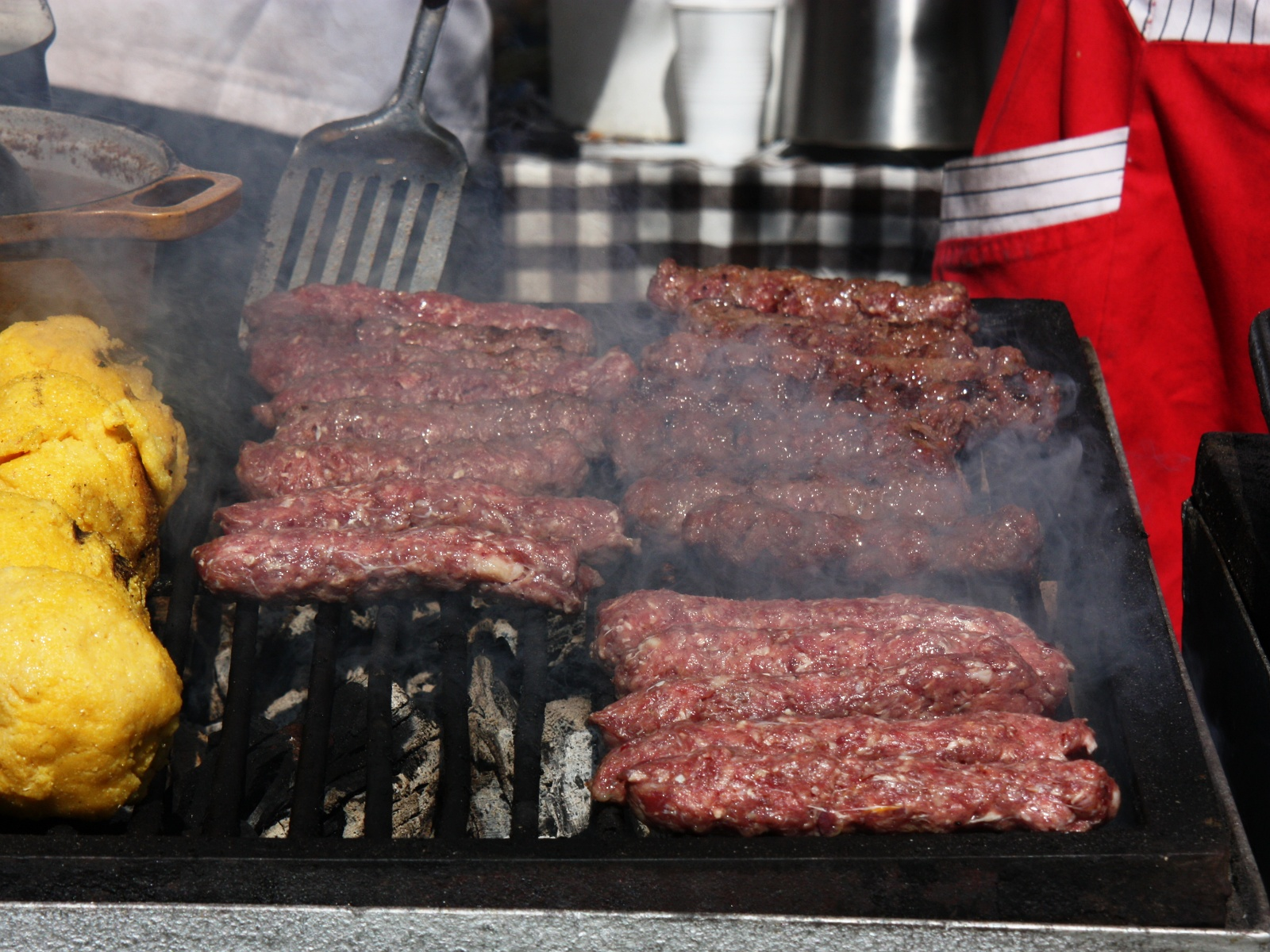
ミティテイのグリル

肉料理の代表は、挽肉と刻みタマネギを混ぜ合わせてザワークラウトに似たキャベツの漬物で巻き、じっくりと煮込んだサルマーレ (sarmale) で、ルーマニア風ロールキャベツまたはドルマと言える。サルマーレと並んで重要なのが、豚肉を使った挽肉団子のミティテイ（mititei）である。これは豚肉以外に羊肉を使うこともあり、ハーブを混ぜ込み、楕円形に成形する。また、トルコのパストゥルマを起源とし、アメリカ合衆国の燻製肉パストラミのもとになったのが、羊肉や豚肉を香辛料と塩で漬け込んだパストラマ（pastramă）である。オーストリア料理のシュニッツェル（şniţel）も食べられている。
周辺国同様ルーマニアにもムサカがあるが、ルーマニアではナスやジャガイモの他、キャベツ、カリフラワー、ズッキーニ、卵つなぎ麺でも作られ、他のバルカン半島諸国同様ベシャメルソースではなくカスタードをのせて焼く。
鶏肉料理では、ピラフや野菜と鶏肉を盛り合わせたピラフ・ク・プイ（pilaf cu pui）がある。トランシルヴァニア地方南部では、鶏肉をブルガリア特産の香辛料パプリカで煮込んだパプリカーシュ（paprikaș）と呼ばれる肉料理を食べる。
魚料理はルーマニアでは高級料理とされる。代表的なものにコイを温野菜と併せたサラムラ・デ・クラップ（saramură de crap）がある。

## スープ

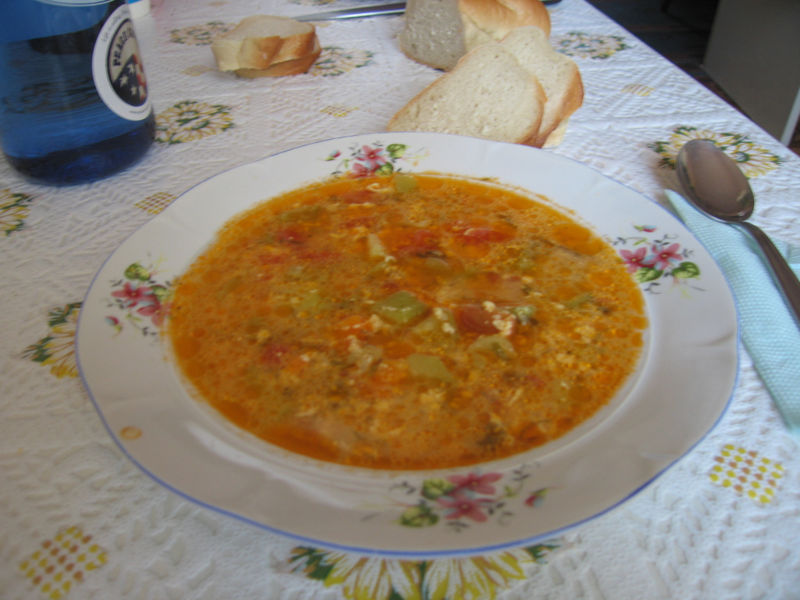
チョルバ

ルーマニアでは具が多く、煮込み料理に近いスープのことをトルコ同様、チョルバ（ciorbă）と呼ぶ。ふすま（小麦の糠）を発酵させて作るボルシュ（borş）という調味料を入れ、酸味をつけるのが特徴である。
チョルバは中に入る具によって「何々のチョルバ」と呼ばれる。例えば、牛肉のチョルバはチョルバ・デ・バクツァ（ciorbă de văcuţă）、鶏肉のチョルバはチョルバ・デ・プイ（ciorbă de pui）と呼ぶ。また、ウシのトライプのスープはチョルバ・デ・ブルタ（ciorbă de burtă）と呼ばれ、バルカン半島とトルコのイシュケンベと似ている。
チョルバよりも具の少ないスープはスパ（supă）と呼ばれる。

## チーズ
ルーマニア語でチーズ全般を指す名詞はブルンザ（brânză）で、ダキア語に由来すると考えられている。ルーマニアチーズのほとんどは牛乳または羊乳から作られ、山羊乳のチーズは稀である。ルーマニアでは羊乳のチーズが「本物のチーズ」と考えられているが、現在では高い脂肪分と独特の匂いから敬遠するルーマニア人もいる。
- ブルンザ・デ・ブルドゥフ（brânză de burduf）- 捏ねてから豚の膀胱に詰めて作る、くせのあるセミソフトタイプの羊乳チーズ
- ブルンザ・デ・ヴァチ（brânză de vaci）- カッテージチーズ
- ブルンザ・トピタ（brânză topită）- 溶けるプロセスチーズ
- ブルンザ・デ・コシュレツ（brânză de coşuleţ）- ブルンザ・デ・ブルドゥフと同じチーズをモミの樹皮の鞴に詰めて軽く燻したチーズ
- カシュカヴァル（caşcaval）- 羊乳または牛乳から作るセミハードタイプのチーズ
- カシュ（caş）- 白いセミソフトタイプのフレッシュチーズで、塩は軽く加えるか全く加えず、塩水に浸けて作る。フェタチーズよりも柔らかく、テレメアの元になる。保存がきかない季節品
- テレメア（telemea） - 塩水に浸けて熟成させたセミソフトタイプの白いチーズで、酸味とクリーミーな口当たりがあり、ややフェタチーズに似ている
- ウルダ（urdă）- 牛乳または羊乳のホエーを煮詰めて、凝固した乳たんぱくを取り出したもの。脂肪分が少なく、あっさりした味わい。クリーム、バター、ハーブ、香辛料と混ぜてスプレッドとして食べることが多い。

## デザート

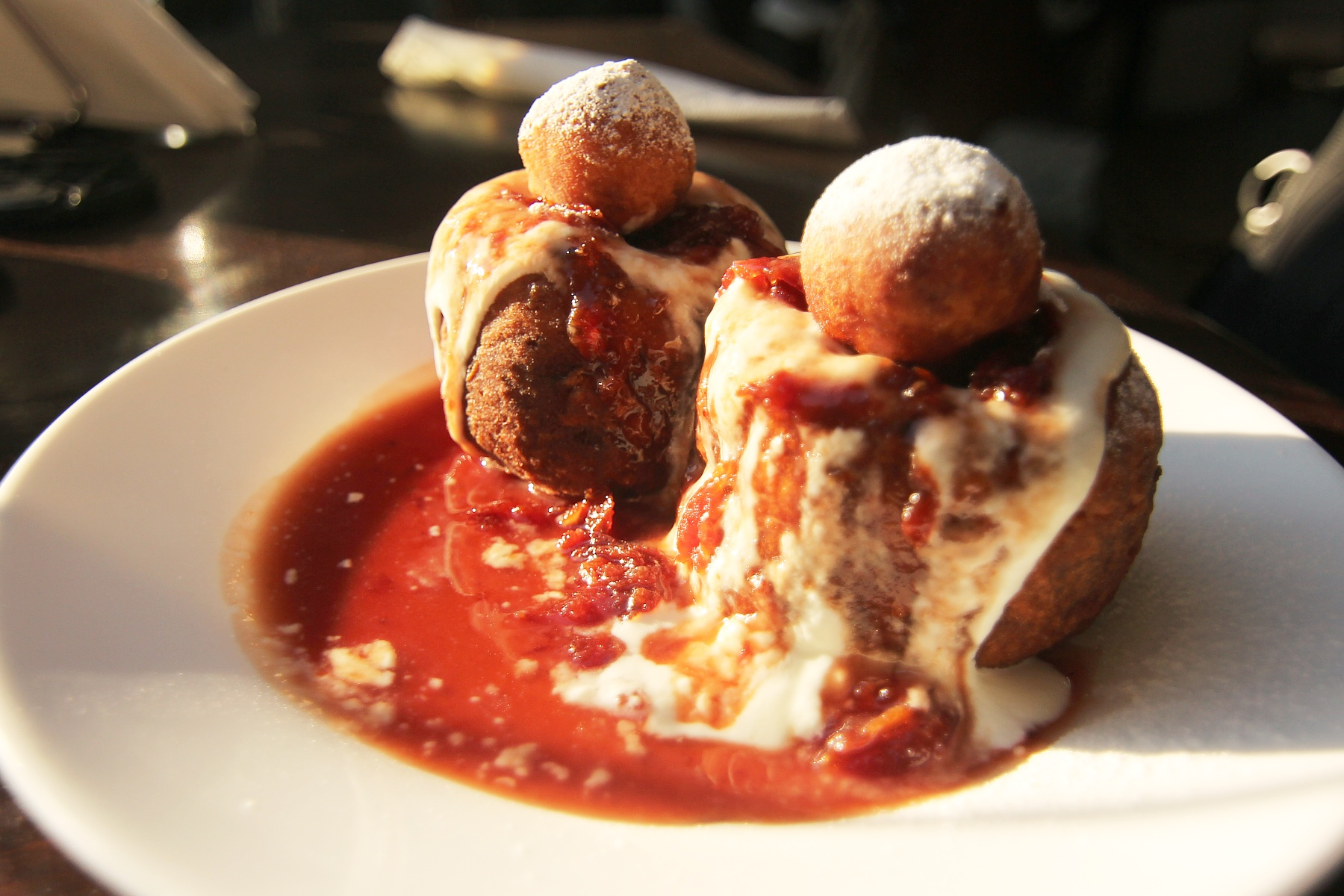
サワーチェリーのパパナシ

揚げた球状のドーナツにスムントゥナやジャムを添えたパパナシ（Papanaşi）やトランシルヴァニアのセーケイ人の菓子キュルテーシュカラーチ（Kürtőskalács）、ジャムなどをくるんだクレープ状のクラティーテ（Clătite）、トルコ風の菓子であるラハット（Rahat、ロクム）、バクラヴァ（Baclava）、ハルヴァ（Halva）が有名。他にプレッツェル風のコヴリギ（Covrigi）、パンディシュパン（Pandişpan、スポンジケーキ）、フランス料理のシャルロット由来のシャルロータ（Şarlotă）、クレーム・アングレーズにメレンゲを浮かべたラプテ・デ・パサーレ（Lapte de pasăre）がある。

## 酒
ルーマニアでは小麦や大麦の生産が盛んなため、ビールやウォッカが生産されている。ビールの価格は水と同程度であり、非常に安い。しかしながら、最も好まれる酒はワインである。全土がブドウの栽培北限の南にあり、ワイン栽培面積は世界18位、輸出量は9位で、品質も高い。
ルーマニアには約10カ所のワイン生産地があるが、最も品質に優れるのは東北部モルダヴィア地方ヤシ県コトナリ (Cotnari) の白ワイン、グラサ・デ・コトナリ（Grasă de Cotnari）である。他の白ワインではタムイオアサ・ロムネアスカ（Tămâioasă Românească）やフェテアスカ・アルバ（Fetească albă）も優れている。赤ワインでは、ドブロジャ地方コンスタンツァ県ムルファトラル (Murfatlar) 産のカベルネ・ソーヴィニヨンとピノ・ノワールが有名である。
果実を原料とする蒸留酒はラキウ（rachiu）またはツイカ (ţuică) と呼ばれ、40度以上にもなる強い酒で、食前酒として愛飲される。プラムから蒸留したものがシュリボヴィツァ（şliboviţă）である。
この他、小麦や雑穀を麦芽発酵させて作る甘酒のようなブラガ（bragă）がある。

## 間食
ルーマニアの間食といえばヒマワリの種である。ヒマワリ生産量世界7位だけのことはあり、国民的な人気がある。